# Вершинін Рафаїл Степанович
Рафаїл Степанович Верши́нін (нар. 30 жовтня 1931, Руський Кукмор — пом. 28 квітня 2006, Москва) — військовий диригент і педагог; підполковник. Автор хорів, пісень, обробок народних пісень.

## Біографія
Народився 30 жовтня 1931 року в селі Руському Кукморі (тепер Медведевський район Республіки Марій Ел Російської Федерації). 1955 року закінчив Інститут військових диригентів у Москві, де навчався у Гаврила Юдіна.
Протягом 1955–1962 працював диригентом військових оркестрів і ансамблів; у 1965–1969 роках очолював Ансамбль пісні і танцю Одеського військового округу. Член КПРС з 1958 року. З 1976 року очолював Ансамбль пісні і танцю Міністерства внутрішніх справ СРСР.
З 1985 по 1987 рік викладав на факультеті військових диригентів при Московській консерваторії.
Помер у Москві 28 квітня 2006 року. Похований на Перепечинському цвинтарі у Московській області.

## Почесні звання
- Заслужений артист Бурятської АРСР з 1963 року;
- Заслужений діяч мистецтв УРСР з 1969 року;
- Заслужений діяч культури Польщі з 1975 року;
- Народний артист РРФСР з 1980 року.